# Giả (họ)
Giả là một họ của người châu Á. Họ này có mặt ở Việt Nam, Triều Tiên (Hangul: 가, Romaja quốc ngữ: Ga) và Trung Quốc (chữ Hán: 賈, Bính âm: Jia). Trong Bách gia tính họ này đứng thứ 137, về mức độ phổ biến họ này xếp thứ 69 ở Trung Quốc theo thống kê năm 2006.

## Người Trung Quốc họ Giả
- Giả Nghị, học giả nhà Tây Hán
- Giả Quỳ, nhà tư tưởng thời Đông Hán
- Giả Hủ, mưu sĩ nhà Tào Ngụy thời Tam Quốc
- Giả Sung, đại quyền thần thời Tây Tấn
- Giả Nam Phong, con gái của Giả Sung, hoàng hậu nhà Tây Tấn
- Giả Đảo, thi sĩ thời nhà Đường
- Giả Khánh Lâm, chủ tịch Chính hiệp
- Giả Bình Ao, nhà văn Trung Quốc
- Giả Chương Khả, đạo diễn Trung Quốc
- Giả Tịnh Văn, diễn viên Đài Loan
- Giả Nãi Lượng, diễn viên Trung Quốc
- Giả Thanh, diễn viên Trung Quốc